# فاطمة عبد المحمود
فاطمة عبد المحمود (1944 - 22 يوليو 2018)، هي سياسية سودانية، زعيمة الاتحاد الديمقراطي الاشتراكي السوداني. في عام 1973 كانت من أوائل النساء اللواتي يشغلن مناصب سياسية في السودان، وشاركت في الانتخابات العامة السودانية في أبريل 2010 باعتبارها أول مرشحة للرئاسة في البلاد.

## سيرتها[2]
حصلت على بكالوريوس طب من الجامعة الروسية لصداقة الشعوب سنة 1967. كما نالت ماجستير صحة عامة وإدارة مستشفيات من موسكو في 1971.
وحصلت على ماجستير طب الأطفال وصحة الأسرة وتنمية المرأة من جامعة كولومبيا الأميركية عام 1984. وقد حازت زمالة تخصص طب الأطفال بأكاديمية العلوم الطبية العليا من بودابست في المجر عام 1991. وتقول سيرتها الذاتية إنها زاملت الرئيس الأميركي باراك أوباما بجامعة كولومبيا الأميركية بنيويورك بين عامي 1979 و 1984.

### الوظائف والمسؤوليات
تقلدت عدة وزارات سودانية منذ عهد الرئيس جعفر النميري لتصبح بذلك أول وزيرة سودانية محدثة بذلك تغييرا كبيرا في حياة المرأة في السودان. حاضرت في عدد من الجامعات العالمية وجامعات الخليج وجامعة كولومبيا الأميركية، وأسست شركة الخليج للاستشارات البترولية والتجارية في إمارة أبوظبي 1987. وهي مديرة كرسي اليونسكو للمرأة في العلوم والتكنولوجيا وسكرتيرة اتحاد نساء السودان

### التجربة السياسية
أسست أول حزب تقوده امرأة السودان واختارت له اسم التنظيم الذي أوجده النميري قبل ذلك بعقود حيث كانت واحدة من ألمع وزرائه والمقربين له، وترأست حزب الاتحاد الاشتراكي الديمقراطي، بذلك صارت أول امرأة سودانية تقود حزباً، كما أنها عضو مجلس شورى اتحاد المرأة السودانية، ورئيسة شعبة العلاقات الأوروبية والأميركية بالمجلس الوطني.
تعد الوزيرة السابقة من أشد المدافعات عن حقوق المرأة، وأيدت في عهد النميري تخصيص حصة برلمانية (كوتا) للنساء لا تقل عن 25% من جملة مقاعد البرلمان. وعلى الصعيد الحزبي شغلت منصب أمينة المرأة في تنظيم الاتحاد الاشتراكي، وسكرتيرة اتحاد نساء السودان في ذلك العهد.
تولت الناشطة النسائية منصب وزيرة الشؤون الاجتماعية في عهد النميري، كأول امرأة سودانية تتقلد منصبا وزاريا وعمرها آنذاك 28 عاما. وعاونت النميري كوزيرة وأمينة للمرأة وعضو بمجلس الشعب وعينت مستشارا عاما له حتى آخر أيامه.
اختارتها المنظمة الدولية للتربية والثقافة والعلوم (اليونسكو) بباريس والأمم المتحدة ضمن أكثر 60 امرأة تميُّزا في العمل العام ببلادهن عبر العالم. وكانت قد حازت على ميدالية سيرز الذهبية للأمم المتحدة في عام 1975، بوصفها من أميز ثلاث نساء في العالم إلى جانب رئيسة وزراء الهند الراحلة أنديرا غاندي ورئيسة سريلانكا السابقة تشاندريكا كماراتونغا.
تنوعت نشاطات فاطمة عبد المحمود خلال مسيرتها المهنية والسياسية، فهي مشارك أساسي في لجنة الاستثمار الأميركية السودانية بالسودان 1982، وترأست الوفد السوداني لأول مؤتمر للأمم المتحدة بنيويورك في مجال تنمية المرأة والسكان 1974.
ترشحت لرئاسيات 2010 التي فاز فيها عمر البشير، كما بادرت إلى ترشيح نفسها مجددا لخوض رئاسيات 2015.كما نالت ماجستير صحة عامة وإدارة مستشفيات من موسكو في 1971.وتعد فاطمة من المدافعات عن حقوق المرأة، وأيدت في عهد نميري تخصيص حصة برلمانية (كوتا) للنساء لا تقل عن 25% من جملة مقاعد البرلمان.

### المؤلفات
أصدرت عدداً من الكتب التي تتعلق بقضايا المرأة مثل: 
- المرأة وأرض البطولات
- المرأة والتنمية الاقتصادية
- المرأة من خلال خطب السيد الرئيس نميري 1974
- المرأة والتنمية الريفية
- المرأة ومنظمات المجتمع المدني

## وفاتها
في 22 يوليو 2018م توفيت فاطمة بالعاصمة البريطانية لندن عن عمر ناهز 74 عاماً، واحتسبت رئاسة الجمهورية في السودان فاطمة عبد المحمود مؤكدةً إسهاماتها في الحياة السياسية ومشاركتها الفاعلة في الحوار الوطني.